# Wendell Berge
Wendell Berge (* 1903 in Lincoln, Nebraska; † 25. September 1955 in Washington, D.C.) war ein amerikanischer Wirtschaftsjurist und 1943 bis 1947 Leiter der Antitrust-Division des Department of Justice.

## Werdegang
Berge kam aus einer Familie, die der Demokratischen Partei nahestand. Er studierte Recht an der University of Nebraska und der University of Michigan, wo er mit dem Bachelor of Laws abschloss.
Nach kurzer Anwaltstätigkeit in New York City ging Berge 1930 nach Washington, und zwar auf Einladung von John Lord O’Brian, einem prominenten Antitrust-Anwalt und Leiter der Antitrust-Abteilung im Justizministerium. In 1941 ernannte Präsident Franklin D. Roosevelt Berge jedoch zum Assistant Attorney General für die Kriminal-Abteilung des Justizministeriums. Erst 1943 wurde er Leiter der Antitrust-Abteilung im gleichen Ministerium. Im Laufe seiner Amtstätigkeit hielt Berge eine Reihe von (später gedruckten) Ansprachen.
Berge vertrat dauerhaft die Ansicht, dass jeglicher Monopolismus das freie Wirtschaftsleben schädigen würde. 1944 veröffentlichte er das kämpferische Buch Cartels: Challenge to a Free World. Damit war Berge neben Joseph Borkin, Charles Welsh und Corwin D. Edwards einer der Wortführer in der neuen Kampagne gegen internationale Kartelle. Diese entsprach einer radikalen Position der Roosevelt-Progressivisten, die zwischen 1943 und 1946 in der amerikanischen Politik dominierte. Sie wurde aber von konservativer wie auch marxistischer Seite als unrealistisch oder imperialistisch zurückgewiesen. Trotz oder gerade wegen seiner Thriller-Qualitäten wurde das Buch auch ein internationaler Erfolg: Ab 1946 wurde es in mehrere skandinavische Sprachen übersetzt, 1947 ins Russische und 1953 ins Serbokroatische. Von Marxisten zunächst zurückgewiesen, eignete sich das Buch offenbar gut dazu, die Schrecken des Kapitalismus darzustellen.
Wendell Berge starb am 25. September 1955 in Washington an einem Herzinfarkt.
Die Washington Post bedauerte in ihrem Nachruf: “The death of Wendell Berge takes from Washington one of its most public-spirited lawyers and a man who made a notable record in antitrust enforcement.”

## Werke und Reden
- Criminal jurisdiction and the territorial principle. Dissertation, University of Michigan Law School 1928.
- The Case of the S. S. ‘Lotus’. In: Michigan Law Review. Band 26, 1928, Nr. 4 (19280201), S. 361–382.
- The monopoly investigation, what it means. An address before national retail credit association. 20. Februar 1939, Rochester, New York.
- What shall we do about cartels in the post war period? An address ... prepared for delivery at a conference of the People's Lobby, Inc. 12. Februar 1944.
- Cartels: Challenge to a Free World. Public Affairs Press, Washington 1944.
- What substitute for private international cartels? An address ... prepared for delivery before the People's Lobby (broadcast over NBC). 3. Mai 1945.
- Cartels as Barriers to International Trade. In: Law and Contemporary Problems. Band 11, 1946, Nr. 4, S. 684–695.
- Kartellerna - ett världshot. Appell för en fri värld. Kooperativa förb., Stockholm 1946.